# Jean-Yves Le Drian
Jean-Yves Le Drian (phát âm tiếng Pháp: [ʒã.iv lə.dʁi.jã]); sinh ngày 30 tháng 6 năm 1947) là một chính trị gia Pháp và là thành viên của Đảng Xã hội Pháp, từng là Bộ trưởng Bộ trưởng Châu Âu và Ngoại giao kể từ năm 2017. Trước đó ông là Bộ trưởng Bộ Quốc phòng và Bộ Cựu chiến binh từ năm 2012 đến năm 2017 dưới thời tổng thống François Hollande. Ông được Emmanuel Macron đề cử làm Bộ trưởng Ngoại giao Chính phủ Philippe vào ngày 17 tháng 5 năm 2017.

## Tiểu sử
Jean-Yves Le Drian sinh ngày 30 tháng 6 năm 1947 tại Lorient, Brittany, cho các bậc cha mẹ làm việc, Jean và Louisette, những người hoạt động tích cực trong Nhóm Công nhân Cơ đốc trẻ (Jeunesse ouvrière chrétienne, hoặc JOC, bằng tiếng Pháp). Ông đã hoàn thành nghiên cứu của mình tại Đại học Rennes, nơi ông là một nhà hoạt động cho Liên hiệp quốc Union Nationale des Étudiants de France (UNEF).

## Sự nghiệp chính trị
Trước hết, Liên đoàn Dân chủ Breton (UDB) quan tâm đến những năm 1970, ông gia nhập Đảng Xã hội Pháp (PS) tháng 5 năm 1974. Ông làm phó thị trưởng Lorient năm 1977 và sau đó, ở tuổi 30, Ông trở thành thành viên của Quốc hội Pháp cho Morbihan. Ông phục vụ cho đến năm 1993 và sau đó từ 1997 đến tháng 6 năm 2007.
Ông từng là Bộ trưởng Bộ Hải quân trong chính phủ của Thủ tướng Édith Cresson từ năm 1991 đến năm 1992.
Năm 2004, đứng đầu danh sách Bretagne à gauche, Bretagne pour tous (PS-PCF-PRG-Les Verts-UDB), ông đã giành được 58,66% trong dòng chảy và tổng cộng 58 ghế trong hội đồng khu vực. Do đó ông trở thành chủ tịch khu vực của Brittany. Tháng 10 năm 2010, ông trở thành Chủ tịch Hội nghị các khu vực hàng hải ngoại vi châu Âu (CPMR).
Ông được bổ nhiệm làm Bộ trưởng Bộ Quốc phòng dưới thời Thủ tướng Jean-Marc Ayrault vào ngày 16 tháng 5 năm 2012. Là Bộ trưởng Bộ Quốc phòng, ông quản lý việc thu hồi quân đội Pháp từ Afghanistan và triển khai quân đội Pháp trong cuộc xung đột Bắc Mali và Chiến dịch Barkhane. Ông cũng được cho là đã dẫn đầu một sự hồi phục về xuất khẩu vũ khí của Pháp, dẫn tới hàng tỷ euro trong các giao dịch, bao gồm cả xuất khẩu đầu tiên của máy bay chiến đấu Dassault Rafale.
Ngày 23 tháng 3 năm 2017, Le Drian xác nhận ứng cử viên của Emmanuel Macron cho Tổng thống.